# Cantonul Meulan-en-Yvelines
Cantonul Meulan-en-Yvelines este un canton din arondismentul Mantes-la-Jolie, departamentul Yvelines, regiunea Île-de-France , Franța.

## Comune
- Chapet
- Évecquemont
- Gaillon-sur-Montcient
- Hardricourt
- Meulan-en-Yvelines (reședință)
- Mézy-sur-Seine
- Les Mureaux
- Tessancourt-sur-Aubette
- Vaux-sur-Seine